# British Touring Car Championship
Die British Touring Car Championship (BTCC, Britische Tourenwagen-Meisterschaft) ist eine Tourenwagen-Rennserie die jährlich im Vereinigten Königreich stattfindet. Die seit 1958 ausgerichtete Meisterschaft gilt als eine der prestigeträchtigsten und bekanntesten ihrer Art.

## Geschichte

### Anfangsjahre
Die Wurzeln des BTCC reichen in die 1950er-Jahre zurück, als der Motorsportmanager Ken Gregory den Vorschlag einbrachte, neben den damals populären Formel-3-Rennen eine Rennklasse mit Limousinen auszurichten. Der British Racing & Sports Car Club nahm die Idee an und gab Richtlinien für Serienwagen vor. Dementsprechend wurde im Jahr 1958 die erste Meisterschaft unter dem Namen „British Saloon Car Championship“ ausgerichtet. Das erste Rennen fand auf der Rennstrecke Brands Hatch statt und wurde von Tommy Sopwith auf einem Jaguar gewonnen.
1960 kam es zu den ersten Regeländerungen, die neue Vorschriften für die Wagen beinhalteten. Als Sieger der Saison ging Doc Shepherd mit einem Austin A40 hervor. In den Folgejahren etablierte sich der Mini als Standardwagen, so wurde die Meisterschaft sowohl 1961 als auch 1962 von Mini-Fahren gewonnen. Gleichzeitig etablierten sich verschiedene US-amerikanische Wagen. Vor allem die Marken Ford und Chevrolet setzten sich mit Wagen wie dem Ford Mustang und dem Chevrolet Impala durch.
1965 wurden die neuen Vorschriften für die Gruppe 5 gültig, die seitens der Rennserie bis zu den Gp2-Regelungen 1970 verwendet wurden. Mit dementsprechend schnelleren Wagen sicherte sich Bill McGovern als erster Fahrer dreimal in Folge den Titel. Ab 1974 kamen die Vorschriften der Gruppe 1 zum Einsatz, was zum Ende der bis dahin dominierenden V8-Wagen führte. Der dreifache BTCC-Sieger Bernard Unett gewann die erste Saison unter den neuen Vorschriften.
Ab den 1980er-Jahren wurden Wagen von japanischen Herstellern immer beliebter. Win Percy gewann zwei seiner drei Titel in einem Mazda RX-7. Die Saison 1983 endete in einer Kontroverse, da sie nach der überarbeiteten GpA-Klassifizierung der FIA für Limousinen ausgetragen wurde und daraufhin die drei besten Fahrer wegen technischer Verstöße von der Endwertung ausgeschlossen wurden. Andy Rouse wurde so erneut zum Meister. In den nächsten zwei Jahren wiederholte er diesen Erfolg.
1987 wurde der Name der Meisterschaft in British Touring Car Championship geändert und die Strukturen der Klassen angepasst. 1989 wurden neue Wagenregelungen eingeführt, die zum Ende des BMW M3 führten. Als neues Siegermodell ging 1990 der Ford RS500 Turbo hervor, in dem Robb Gravett den Meistertitel 1990 gewann.

### Supertourenwagen

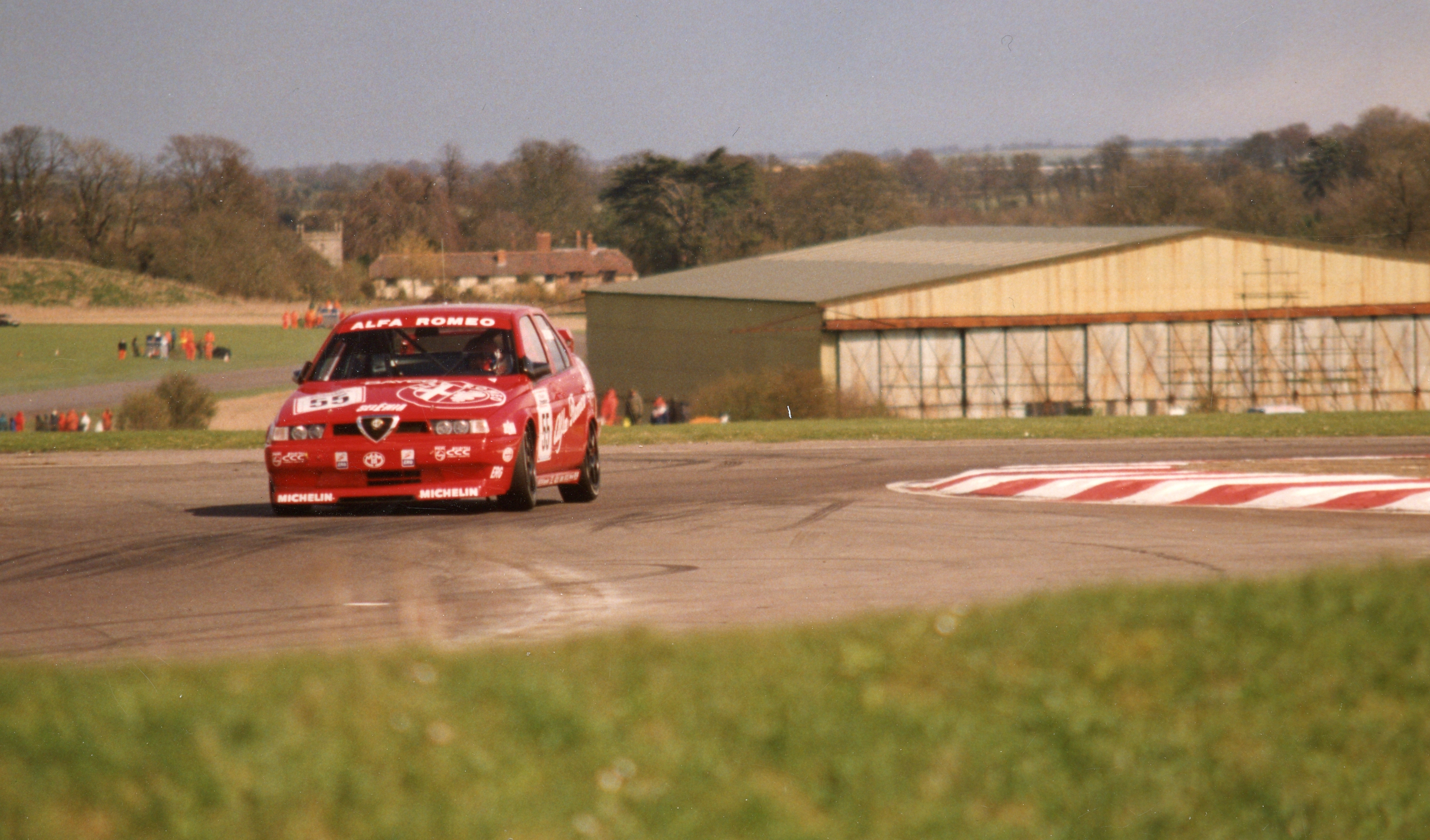
Gabriele Tarquini im Alfa Romeo in Thruxton, 1994

Ab 1990 kam es zum Einsatz der neuartigen 2-Liter-Hubraum-Tourenwagenformel, die später seitens der FIA als Supertourenwagen etabliert wurde. Viele Konzerne sahen dies als Werbechance und bereits im Folgejahr waren Marken wie BMW, Ford oder Nissan mit Supertourenwagen vertreten. In den ersten Saisons erzielten vor allem BMW und Vauxhall Erfolge.
1992 übernahm der Motosportveranstalter TOCA die Meisterschaft, was zur Veranstaltung verschiedener Nebenrennen im Rahmen eines Rennwochenendes führte. Es folgte der Einstieg weiterer Marken wie Peugeot und Renault, später auch Alfa Romeo und Volvo. Alfa Romeo ging mit dem ehemaligen Formel-1-Fahrer Gabriele Tarquini an den Start. Trotz Konkurrenz von unter anderem Joachim Winkelhock und Alain Menu gewann er den Meistertitel.
Mit dem Einstieg von Honda 1995 waren neun verschiedene Marken vertreten, woraufhin jedes Rennwochenende zwei Läufe erhielt. Im Folgejahr kam Audi mit dem Audi A4 quattro hinzu. Trotz Regeländerungen bezüglich des Gewichts gewann Frank Biela mit dem A4 den Meistertitel.
Insgesamt wird die Zeit der Supertourenwagen oft als die erfolgreichste des BTCC bewertet.

### Moderne Ära

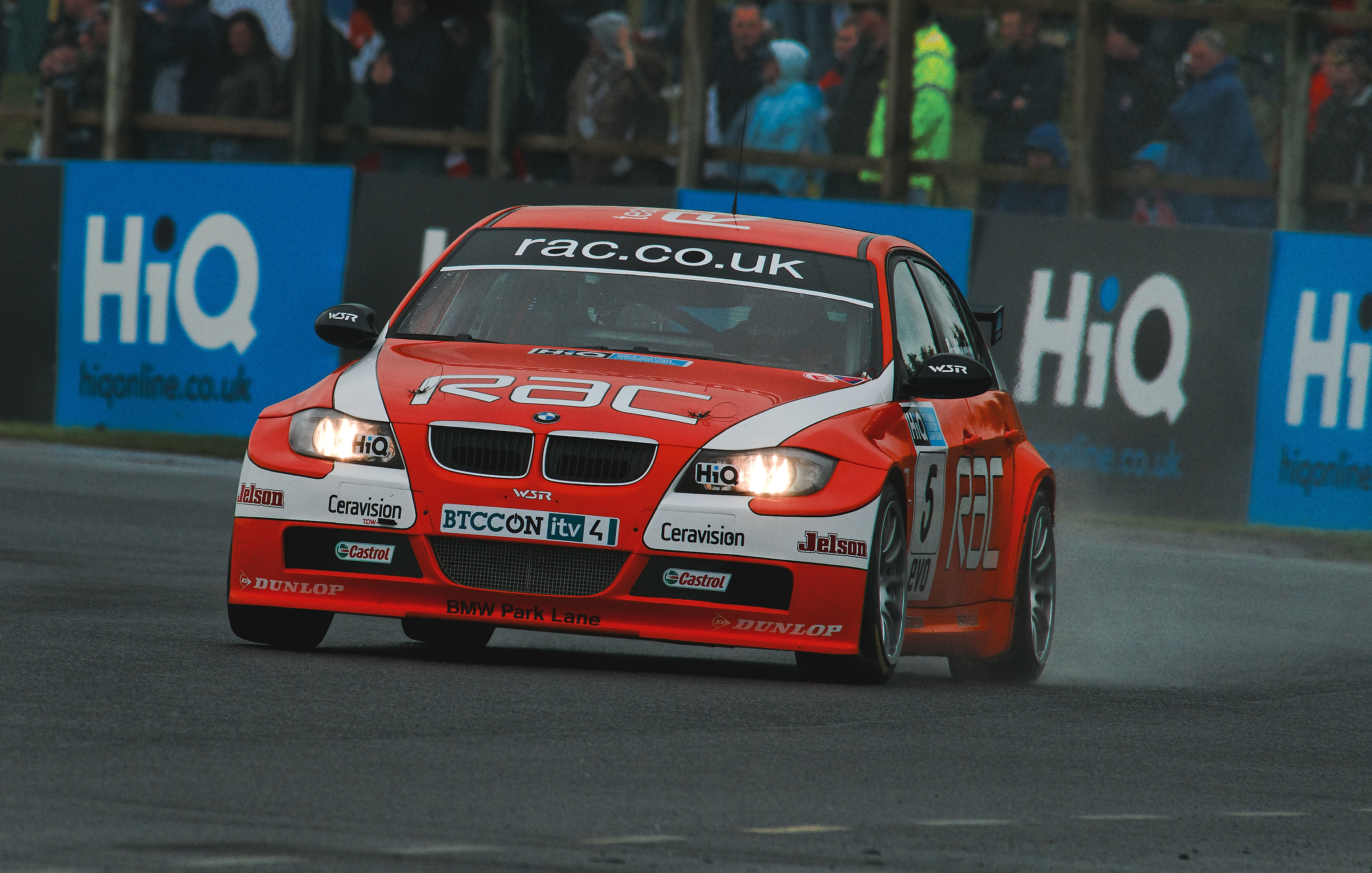
Colin Turkington im BMW in Croft, 2008

2001 wurden aus Kostengründen neue Regelungen für das BTCC eingeführt. Diese führten zu weniger Rennställen, lediglich Vauxhall und Peugeot formten Teams. Der Vauxhall Astra Sport Coupé war dabei der dominierende Rennwagen. Zum gleichen Zeitpunkt wurden neue Rennwagen der Super-2000-Klasse eingesetzt. Seat etablierte sich dabei als erstes Team mit Wagen dieser Klasse.
Nach einigen Jahren mit Wagen beider Klassen bestand die Meisterschaft ab 2007 nur noch aus Super-2000-Wagen. Seat war fortan vor Vauxhall, BMW und Honda an der Spitze des Feldes. Dennoch setzte sich der Italiener Fabrizio Giovanardi mit Vauxhall sowohl 2007 als auch 2008 durch und gewann die Meisterschaft. 2010 siegte Chevrolet mit Jason Plato, ein Erfolg, der dem US-amerikanischen Hersteller seit den 1970er Jahren nicht mehr gelungen war. Mit einer neuen Flüssiggas-Motorentechnologie kehrte ab 2010 auch Ford wieder in den Siegerkreis zurück.
2011 wurde das Next Generation Touring Car eingeführt, mit dem Ziel, die Kosten zu senken. 2012 war bereits ein großer Teil des Feldes auf den neuen Wagen gewechselt und ab 2013 sahen es die Vorschriften auch so vor.
Die 2010er-Jahre waren vor allem mit Siegen der Marken Honda und BMW geprägt, lediglich Subaru konnte sich als andere Firma eine Meisterschaft sichern. Seit 2022 fahren die Wagen mit Hybridantrieben.

## Reglement

### Sportliches Reglement

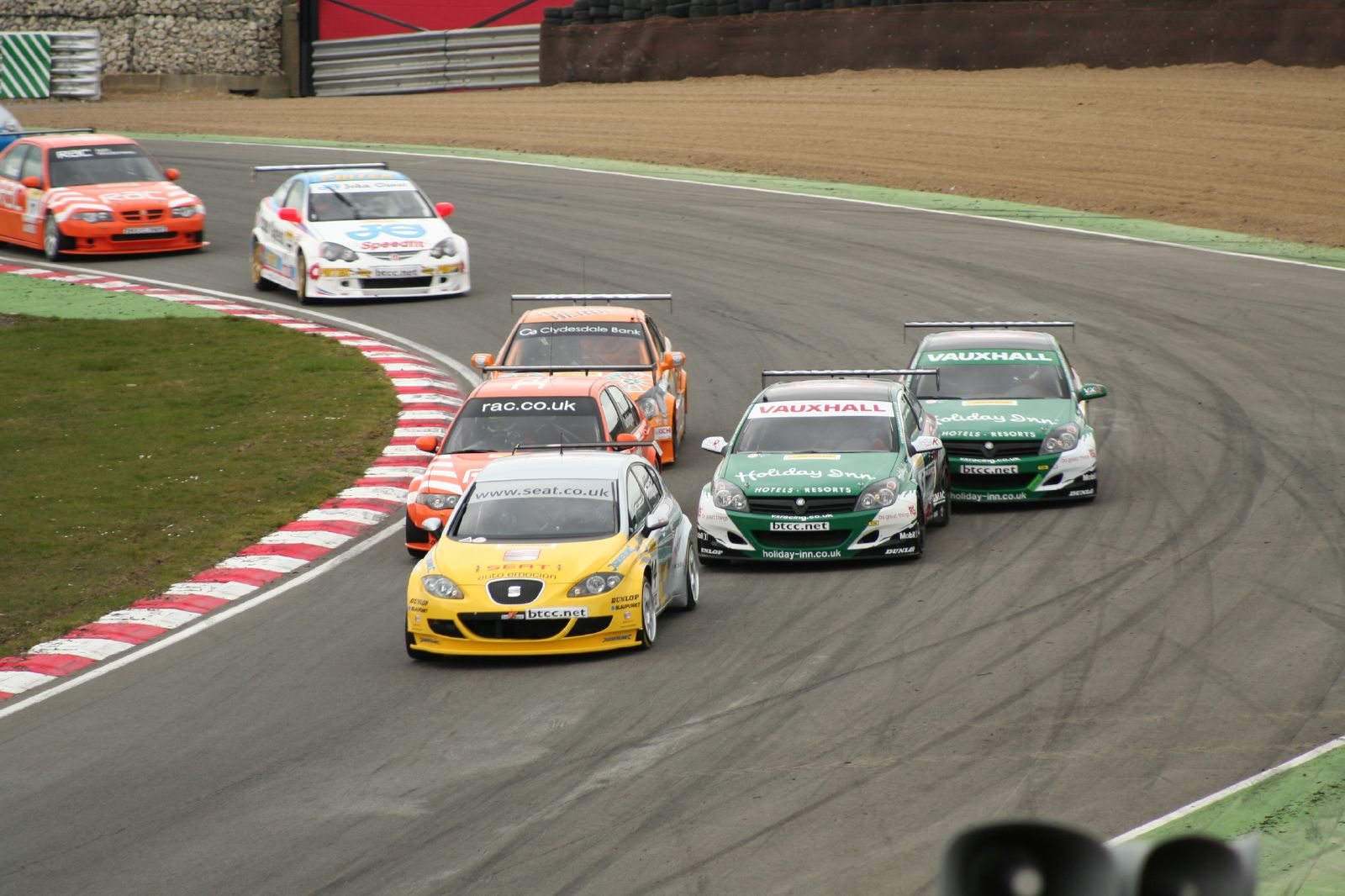
BTCC in Brands Hatch, 2006

Pro Rennwochenende finden sonntags drei gleich lange Wertungsläufe statt. Samstags stehen zwei 40-minütige Trainingsdurchgänge auf dem Programm, in denen die Teams an der Abstimmung arbeiten können. Nachmittags entscheidet eine 30-minütige Qualifikation über die Startaufstellung des ersten Laufs. Die Startaufstellung des zweiten Laufs entspricht dem Zieleinlauf des ersten Rennens. Ähnlich wie in der Tourenwagen-Weltmeisterschaft erfolgt die Startreihenfolge für den dritten Lauf in umgekehrter Reihenfolge der Zieleinkunft. Im Gegensatz zur WTCC ist nicht auf die ersten acht festgelegt, sondern der Sieger des zweiten Laufes lost aus, ob dies für die ersten 6 bis 10 Fahrzeuge gilt. Nach dem ersten und zweiten Rennen werden jeweils Zusatzgewichte zwischen 45 und 9 Kilo für die fünf Bestplatzierten vergeben. Pro Fahrzeug sind in der Saison lediglich fünf Motoren zugelassen. Wer ein zusätzliches Triebwerk benötigt, verliert zehn Meisterschaftszähler in der Hersteller- und Teamwertung.

#### Aktuelles Punktesystem
Punkte werden an die Top 15 Fahrer wie folgt vergeben:
| Aktuelles BTCC Punktesystem (2012–heute) | Aktuelles BTCC Punktesystem (2012–heute) | Aktuelles BTCC Punktesystem (2012–heute) | Aktuelles BTCC Punktesystem (2012–heute) | Aktuelles BTCC Punktesystem (2012–heute) | Aktuelles BTCC Punktesystem (2012–heute) | Aktuelles BTCC Punktesystem (2012–heute) | Aktuelles BTCC Punktesystem (2012–heute) | Aktuelles BTCC Punktesystem (2012–heute) | Aktuelles BTCC Punktesystem (2012–heute) | Aktuelles BTCC Punktesystem (2012–heute) | Aktuelles BTCC Punktesystem (2012–heute) | Aktuelles BTCC Punktesystem (2012–heute) | Aktuelles BTCC Punktesystem (2012–heute) | Aktuelles BTCC Punktesystem (2012–heute) | Aktuelles BTCC Punktesystem (2012–heute) | Aktuelles BTCC Punktesystem (2012–heute) | Aktuelles BTCC Punktesystem (2012–heute) | Aktuelles BTCC Punktesystem (2012–heute) |
| ---------------------------------------- | ---------------------------------------- | ---------------------------------------- | ---------------------------------------- | ---------------------------------------- | ---------------------------------------- | ---------------------------------------- | ---------------------------------------- | ---------------------------------------- | ---------------------------------------- | ---------------------------------------- | ---------------------------------------- | ---------------------------------------- | ---------------------------------------- | ---------------------------------------- | ---------------------------------------- | ---------------------------------------- | ---------------------------------------- | ---------------------------------------- |
| Rennen                                   | 1.                                       | 2.                                       | 3.                                       | 4.                                       | 5.                                       | 6.                                       | 7.                                       | 8.                                       | 9.                                       | 10.                                      | 11.                                      | 12.                                      | 13.                                      | 14.                                      | 15.                                      | Pole-Position                            | Schnellste Runde                         | Führungsrunde                            |
| R1                                       | 20                                       | 17                                       | 15                                       | 13                                       | 11                                       | 10                                       | 9                                        | 8                                        | 7                                        | 6                                        | 5                                        | 4                                        | 3                                        | 2                                        | 1                                        | 1                                        | 1                                        | 1                                        |
| R2                                       | 20                                       | 17                                       | 15                                       | 13                                       | 11                                       | 10                                       | 9                                        | 8                                        | 7                                        | 6                                        | 5                                        | 4                                        | 3                                        | 2                                        | 1                                        |                                          | 1                                        | 1                                        |
| R3                                       | 20                                       | 17                                       | 15                                       | 13                                       | 11                                       | 10                                       | 9                                        | 8                                        | 7                                        | 6                                        | 5                                        | 4                                        | 3                                        | 2                                        | 1                                        |                                          | 1                                        | 1                                        |

#### Altes Punktesystem
- 1. Platz: 15 Punkte
- 2. Platz: 12 Punkte
- 3. Platz: 10 Punkte
- 4. Platz: 8 Punkte
- 5. Platz: 6 Punkte
- 6. Platz: 5 Punkte
- 7. Platz: 4 Punkte
- 8. Platz: 3 Punkte
- 9. Platz: 2 Punkte
- 10. Platz: 1 Punkt

Zusatzpunkte gibt es für: Pole-Position, schnellste Runde, aktuelle Führungsposition bei Start und Ziel sowie Hersteller und Team.

### Technisches Reglement
Seit der Saison 2001 gibt es ein eigenes Reglement, weil es die populären Supertourenwagen nicht mehr gibt. Zweiradangetriebene, zwei- oder viertürige Tourenwagen mit Zweiliter-Saugmotoren dürfen im enggesteckten Reglement verbessert werden.
Eingeschränkt sind Bremsen, Elektrik, Getriebe, Feuerlöschsystem, Pedalbox und weitere Elemente durch vorgeschriebene Spezifikationen. Die Leistung darf rund 200 kW bei 1150 kg Gewicht plus Fahrer betragen.
Von diesem Reglement leitete die FIA 2002 das Super-2000-Reglement für die Tourenwagen-Europameisterschaft ab, das allerdings weniger Freiheiten als das BTCC-Reglement erlaubt. Seit 2004 sind die Super-2000-Tourenwagen auch in der BTCC zugelassen. Seit 2007 wird die Meisterschaft nur von Autos entschieden, welche dem FIA-Super-2000-Reglement entsprechen. Autos, die nach dem BTCC-Reglement gebaut und gefahren werden, dürfen aber weiterhin teilnehmen.

#### New Generation Touring Car
Für die Saison 2011 hatte die BTCC wieder ein eigenes Reglement unter der Bezeichnung New Generation Touring Car. Damit sollte auf die fortwährenden Einstufungsänderungen der FIA für die verschiedenen Konzepte reagiert werden, die einen Ausgleich zwischen Turbodieseln und Saugbenzinern, Heck- und Fronttrieblern sowie Autos mit und ohne sequenziell schaltbarem Getriebe vorsahen. Um diesen zu entgehen, plante die BTCC nun ein neues, eigenes Reglement unter dem Namen New Generation Touring Car. Dahinter verbargen sich frontangetriebene Tourenwagen mit 2-Liter-Turbo-Ottomotoren mit einer Höchstdrehzahlen von 7000/min und einem maximalen Ladedruck von 0,8 bar bei einer Motorleistung, die bei knapp 220 kW begrenzt werden sollte. Um die Kosten niedrig zu halten, sollten Getriebe, Dämpfer, Hilfsrahmen und Bremsen von einem Einheitslieferanten produziert werden. Um sich etwas von den Super-2000-Fahrzeugen abzuheben, war die Mindestlänge des Basisfahrzeugs auf 4400 mm begrenzt. Dadurch waren Schrägheckmodelle der Kompaktklasse wie Seat Leon oder Volvo C30 nicht mehr zugelassen.
Mittlerweile wurde das technische Reglement etwas freizügiger gestaltet. So sind mittlerweile auch heckangetriebene Fahrzeuge zugelassen sowie Fahrzeuge, die in der Serie kürzer als 4400 mm sind. Der Grund, die Kosten der Fahrzeuge im Gegensatz zum S2000-Reglement der FIA zu senken, hat sich mittlerweile fast egalisiert. So kosten meisterschaftsfähige Fahrzeuge mittlerweile mehr als 200.000 Pfund Sterling (ohne Motoren) und sind damit nicht mehr weit von den S2000-Fahrzeugen der WTCC entfernt.

## Strecken
Die Meisterschaft findet auf verschiedenen Rennstrecken im Vereinigten Königreich statt, zu den aktuellen zählen der Silverstone Circuit, Brands Hatch, Croft Circuit und Donington Park.

## Bisherige Meister
| Jahr | Sieger           | Fahrzeug          |
| ---- | ---------------- | ----------------- |
| 1958 | Jack Sears       | Austin 105        |
| 1959 | Jeff Uren        | Ford Zephyr       |
| 1960 | Doc Shepherd     | Austin A40        |
| 1961 | John Whitmore    | Mini              |
| 1962 | John Love        | Mini Cooper       |
| 1963 | Jack Sears       | Lotus Cortina     |
| 1964 | Jim Clark        | Lotus Cortina     |
| 1965 | Roy Pierpoint    | Ford Mustang      |
| 1966 | John Fitzpatrick | Ford Anglia       |
| 1967 | Frank Gardner    | Ford Falcon       |
| 1968 | Frank Gardner    | Ford Escort       |
| 1969 | Alec Poole       | Mini Cooper S     |
| 1970 | Bill McGovern    | Sunbeam Imp       |
| 1971 | Bill McGovern    | Sunbeam Imp       |
| 1972 | Bill McGovern    | Sunbeam Imp       |
| 1973 | Frank Gardner    | Chevrolet Camaro  |
| 1974 | Bernard Unett    | Hillman Avenger   |
| 1975 | Andy Rouse       | Triumph Dolomite  |
| 1976 | Bernard Unett    | Chrysler Avenger  |
| 1977 | Bernard Unett    | Chrysler Avenger  |
| 1978 | Richard Longman  | Mini              |
| 1979 | Richard Longman  | Mini              |
| 1980 | Win Percy        | Mazda RX-7        |
| 1981 | Win Percy        | Mazda RX-7        |
| 1982 | Win Percy        | Toyota Corolla    |
| 1983 | Andy Rouse       | Alfa GTV6         |
| 1984 | Andy Rouse       | Rover Vitesse     |
| 1985 | Andy Rouse       | Ford Sierra Turbo |
| 1986 | Chris Hodgetts   | Toyota Corolla    |
| 1987 | Chris Hodgetts   | Toyota Corolla    |
| 1988 | Frank Sytner     | BMW M3            |
| 1989 | John Cleland     | Vauxhall Astra    |

| Jahr | Sieger              | Sieger                     | Zweiter          | Zweiter                            | Dritter             | Dritter                    |
| ---- | ------------------- | -------------------------- | ---------------- | ---------------------------------- | ------------------- | -------------------------- |
| 1990 | Robb Gravett        | Ford Sierra RS500          | Frank Sytner     | BMW M3                             | Andy Rouse          | Ford Sierra RS500          |
| 1991 | Will Hoy            | BMW M3                     | John Cleland     | Vauxhall Cavalier                  | Andy Rouse          | Ford Sierra RS500          |
| 1992 | Tim Harvey          | BMW 318i                   | Will Hoy         | Toyota Carina                      | John Cleland        | Vauxhall Cavalier          |
| 1993 | Joachim Winkelhock  | BMW 318i                   | Steve Soper      | BMW 318i                           | Paul Radisich       | Ford Mondeo                |
| 1994 | Gabriele Tarquini   | Alfa Romeo 155 TS          | Alain Menu       | Renault Laguna                     | Paul Radisich       | Ford Mondeo                |
| 1995 | John Cleland        | Vauxhall Cavalier          | Alain Menu       | Renault Laguna                     | Rickard Rydell      | Volvo 850                  |
| 1996 | Frank Biela         | Audi A4 quattro            | Alain Menu       | Renault Laguna                     | Rickard Rydell      | Volvo 850                  |
| 1997 | Alain Menu          | Renault Laguna             | Frank Biela      | Audi A4 Quattro                    | Jason Plato         | Renault Laguna             |
| 1998 | Rickard Rydell      | Volvo S40                  | Anthony Reid     | Nissan Primera                     | James Thompson      | Honda Accord               |
| 1999 | Laurent Aïello      | Nissan Primera             | David Leslie     | Nissan Primera                     | Rickard Rydell      | Volvo S40                  |
| 2000 | Alain Menu          | Ford Mondeo                | Anthony Reid     | Ford Mondeo                        | Rickard Rydell      | Ford Mondeo                |
| 2001 | Jason Plato         | Vauxhall Astra Sport Coupé | Yvan Muller      | Vauxhall Astra Sport Coupé         | James Thompson      | Vauxhall Astra Sport Coupé |
| 2002 | James Thompson      | Vauxhall Astra Sport Coupé | Yvan Muller      | Vauxhall Astra Sport Coupé         | Matt Neal           | Vauxhall Astra Sport Coupé |
| 2003 | Yvan Muller         | Vauxhall Astra Sport Coupé | James Thompson   | Vauxhall Astra Sport Coupé         | Matt Neal           | Honda Civic                |
| 2004 | James Thompson      | Vauxhall Astra Sport Coupé | Yvan Muller      | Vauxhall Astra Sport Coupé         | Jason Plato         | Seat Toledo                |
| 2005 | Matt Neal           | Honda Integra              | Yvan Muller      | Vauxhall Astra Sport Hatch         | Dan Eaves           | Honda Integra              |
| 2006 | Matt Neal           | Honda Integra              | Jason Plato      | Seat Leon                          | Colin Turkington    | MG ZS                      |
| 2007 | Fabrizio Giovanardi | Vauxhall Vectra            | Jason Plato      | Seat Leon                          | Gordon Shedden      | Honda Civic                |
| 2008 | Fabrizio Giovanardi | Vauxhall Vectra            | Mat Jackson      | BMW 320si                          | Jason Plato         | Seat Leon                  |
| 2009 | Colin Turkington    | BMW 320si                  | Jason Plato      | Chevrolet Lacetti                  | Fabrizio Giovanardi | Vauxhall Vectra            |
| 2010 | Jason Plato         | Chevrolet Cruze            | Matt Neal        | Honda Civic                        | Gordon Shedden      | Honda Civic                |
| 2011 | Matt Neal           | Honda Civic                | Gordon Shedden   | Honda Civic                        | Jason Plato         | Chevrolet Cruze            |
| 2012 | Gordon Shedden      | Honda Civic                | Matt Neal        | Honda Civic                        | Jason Plato         | MG6 GT                     |
| 2013 | Andrew Jordan       | Honda Civic                | Gordon Shedden   | Honda Civic                        | Jason Plato         | MG6 GT                     |
| 2014 | Colin Turkington    | BMW 125i M                 | Jason Plato      | MG6 GT                             | Gordon Shedden      | Honda Civic                |
| 2015 | Gordon Shedden      | Honda Civic                | Jason Plato      | VW Passat CC                       | Matt Neal           | Honda Civic                |
| 2016 | Gordon Shedden      | Honda Civic                | Sam Tordorf      | BMW 125i M                         | Mat Jackson         | Ford Focus ST              |
| 2017 | Ashley Sutton       | Subaru Levorg GT           | Colin Turkington | BMW 125i M                         | Tom Ingram          | Toyota Avensis             |
| 2018 | Colin Turkington    | BMW 125i M                 | Tom Ingram       | Toyota Avensis                     | Tom Chilton         | Ford Focus RS              |
| 2019 | Colin Turkington    | BMW 335i M                 | Andrew Jordan    | BMW 335i M                         | Dan Cammish         | Honda Civic Type R         |
| 2020 | Ashley Sutton       | Infiniti Q50               | Colin Turkington | BMW 335i M                         | Dan Cammish         | Honda Civic Type R         |
| 2021 | Ashley Sutton       | Infiniti Q50               | Colin Turkington | BMW 335i M                         | Josh Cook           | Honda Civic Type R         |
| 2022 | Tom Ingram          | Hyundai i30 N              | Ashley Sutton    | Ford Focus ST                      | Jake Hill           | BMW 330e M Sport           |
| 2023 | Ashley Sutton       | Ford Focus ST              | Tom Ingram       | Hyundai i30 N                      | Jake Hill           | BMW 330e M Sport           |
| 2024 | Jake Hill           | BMW 330e M Sport           | Tom Ingram       | Hyundai i30 Fastback N Performance | Ashley Sutton       | Ford Focus ST              |

## Computerspiele
Es gibt folgende Rennspiele unter dem Vorbild der BTCC:
- TOCA Touring Cars (1998, für PC und PSX)
- TOCA 2 Touring Cars (1999, für PC und PSX)
- TOCA World Touring Cars (2001, für PSX)
- DTM Race Driver (2002, für PC, Xbox und PlayStation 2); in Großbritannien unter dem Namen TOCA Race Driver
- DTM Race Driver 3 – BTCC-Mod (2005, Mod für PC)
- Race07 Demo – Crown Plaza Edition (2008, für PC) (enthält einen Vauxhall Vectra aus der BTCC Saison 2007)